# 肯特伍德 (路易斯安那州)
肯特伍德（英語：Kentwood）是美国路易斯安那州坦吉帕霍阿堂区的一个镇，邻近密西西比州。总面积7.07平方英里；海拔高度225英尺；人口约2000人（2000年）。
30°56′18″N 90°30′32″W / 30.93824°N 90.50898°W